# 모두! 초능력자야!
《모두! 초능력자야!》(みんな!エスパーだよ! 민나! 에스파다요![*])는 와카스기 기미노리의 일본 만화이다. 《플래닛 웨이브스》라는 제목으로 주간 영 매거진 2009년 33호부터 단기 집중 연재를 시작하였다. 2010년 34호 게재분부터 제목을 변경하였으며 같은 시기에 발행된 단행본 1권도 새로 바뀐 제목으로 발행되었다.
2013년에는 텔레비전 드라마로 만들어졌다.

## 줄거리
오이타현 노츠 정에 사는 고등학생 요시로는 어느 날 텔레파시 능력을 갖게 된다. '사회와 사람들을 위해' 초능력을 사용하겠다고 결심한 요시로는 마을에 자신 말고도 초능력을 가진 사람들이 있다는 걸 알게 되지만, 다른 초능력자들은 '자신의 욕망'을 위해 사용하고 있었다...

## 텔레비전 프로그램
《모두! 초능력자야!》는 일본에서 텔레비전 드라마화되었는데, 2013년 4월 12일부터 TV 도쿄의 드라마 24 시간대에 방송되었다. 무대가 원작의 오이타 현에서 아이치 현 히가시미카와로 변경되었으며 촬영도 이루어졌다.

### 등장 인물
- 카모카와 요시로 – 소메타니 쇼타

수업 중 갑자기 선생님 마음속의 소리가 들리게 된다.
- 히라노 미유키 – 카호

요시로의 소꿉친구로 요시로에게 폭력을 휘두른다.
- 아사미 사에 – 마노 에리나

한 달 전 도쿄에서 전학온 요시로의 같은 반 친구.
- 에노모토 요스케 – 후카미 모토키
- 야스 - 에모토 토키오

요시로의 친구.
- 카야마 – 나카오 아키요시
- 에자키 선배 – 타케다 코헤이

### 에피소드
| 각 화                                                     | 방송일          | 부제                                                                  | 각본                    | 감독          |           |
| --------------------------------------------------------- | --------------- | --------------------------------------------------------------------- | ----------------------- | ------------- | --------- |
| 제1화                                                     | 2013년 4월 12일 | 어째서 나에게 초능력이? 버스정류장의 바람, 대작전!                    | 소노 시온 다나카 신이치 | 소노 시온     |           |
| 제2화                                                     | 2013년 4월 19일 | 마음의 소리를 들어! 러브 호텔에서 구출하라, 대작전!                   | 소노 시온 다나카 신이치 | 이리에 유     |           |
| 제3화                                                     | 2013년 4월 26일 | 알몸으로 다이빙? 휴대 전화를 구출하라, 대작전!                        | 다나카 신이치           | 이리에 유     |           |
| 제4화                                                     | 2013년 5월 03일 | 세상은 검정 아니면 핑크로 이루어져있어, 대작전!                       | 스즈키 타이치           | 스즈키 타이치 |           |
| 제5화                                                     | 2013년 5월 10일 | 설마했던 통곡!? 어머니의 마음을 느껴라, 대작전!                       | 스즈키 타이치           | 스즈키 타이치 |           |
| 제6화                                                     | 2013년 5월 24일 | 초능력자 항쟁 발발? 묶인 그 아이를 구하라, 대작전!                    | 소노 시온 다나카 신이치 | 소노 시온     | 소노 시온 |
| 제7화                                                     | 2013년 5월 31일 | 금단의 커피!? "섹시녀" 대량 생산을 막아라, 대작전!                    | 소노 시온               | 소노 시온     | 소노 시온 |
| 제8화                                                     | 2013년 6월 07일 | 진실한 사랑? 빼앗긴 에로의 등불을 끄지마, 대작전!                     | 다나카 신이치           | 츠키카와 쇼   |           |
| 제9화                                                     | 2013년 6월 14일 | 100만 번의 고백!? 각성의 키스, 대작전!                                | 다나카 신이치           | 츠키카와 쇼   |           |
| 제10화                                                    | 2013년 6월 21일 | （최종장・서）사랑의 죄!? 모닝 커피는 당신과 함께!                    | 소노 시온               | 소노 시온     |           |
| 제11화                                                    | 2013년 6월 28일 | （최종장・파）때가 왔다! 선과 악의 최종결전…팀 에스퍼 해산!?          | 소노 시온               | 소노 시온     |           |
| 제12화                                                    | 2013년 7월 05일 | （최종화・청춘의 꿈）내가 세계를 구하는 거야! 원원원(왕왕왕) 대작전!? | 소노 시온               | 소노 시온     |           |
| 평균 시청률 2.8%（시청률은 간토 지구・비디오 리서치 조사) |                 |                                                                       |                         |               |           |

- 2013년 5월 17일은세계탁구2013방송을 위해 결방.

### 스핀오프 드라마
스핀오프 드라마 《모두! 초능력자야! 번외편~에스퍼, 도시에 가다》가 2015년 4월 3일에 특집으로 방송됐다.

## 웹드라마
《모두! 초능력자야! ~욕망 투성이의 러브 워즈~》는 dTV에서 2015년 8월 19일부터 총 3회 배달.